# آنا دیاز (خواننده سوئدی)
آنا دیاز (به انگلیسی: Ana Diaz) با نام کامل آنا گابریلا اسمرالدا دیاز مولینا (به انگلیسی: Ana Diaz) (زاده ۷ ژوئن ۱۹۷۷) خواننده سوئدی است.